# Martinsyde F.1
Martinsyde F.1 là một loại máy bay tiêm kích hai tầng cánh của Anh, do hãng Martinsyde Limited thiết kế chế tạo, chỉ có 2 mẫu thử được chế tạo.

## Tính năng kỹ chiến thuật
Dữ liệu lấy từ War Planes of the First World War: Volume 1 Fighters
Đặc tính tổng quát
- Kíp lái: 2
- Chiều dài: 29 ft 1 in (8,86 m)
- Sải cánh trên: 44 ft 6 in (13,56 m)
- Sải cánh dưới: 44 ft 2 in (13,46 m)
- Chiều cao: 8 ft 6 in (2,59 m)
- Diện tích cánh: 467 foot vuông (43,4 m2)
- Trọng lượng rỗng: 2.198 lb (997 kg)
- Trọng lượng có tải: 3.260 lb (1.479 kg)
- Động cơ: 1 × Rolls-Royce Mk III , 250 hp (190 kW)

Hiệu suất bay
- Vận tốc cực đại: 109,5 mph (176 km/h; 95 kn) trên độ cao 6.500 ft (1.980 m)
- Thời gian bay: 3 h 45 phút
- Trần bay: 16.500 ft (5.029 m)
- Thời gian lên độ cao: 13 phút 40 s lên độ cao 10.000 ft (3.050 m)

Vũ khí trang bị

- Súng: 1× Súng máy Lewis